# Zelandomyia watti
Zelandomyia watti är en tvåvingeart som först beskrevs av Alexander 1922.  Zelandomyia watti ingår i släktet Zelandomyia och familjen småharkrankar. Inga underarter finns listade i Catalogue of Life.